# Vitryssland i olympiska sommarspelen 2004
Vitryssland i olympiska sommarspelen 2004 bestod av 151 idrottare som blivit uttagna av Vitrysslands olympiska kommitté.

## Bordtennis
| Idrottare                             | Gren       | Omgång 1             | Omgång 2             | Omgång 3                         | Omgång 4             | Kvartsfinaler        | Semifinaler          | Final                |                  |
| Idrottare                             | Gren       | Motståndare Resultat | Motståndare Resultat | Motståndare Resultat             | Motståndare Resultat | Motståndare Resultat | Motståndare Resultat | Motståndare Resultat |                  |
| ------------------------------------- | ---------- | -------------------- | -------------------- | -------------------------------- | -------------------- | -------------------- | -------------------- | -------------------- | ---------------- |
| Viktoria Pavlovich                    | Damsingel  | BYE                  | BYE                  | Komwong (THA) W 4-2              | Boroš (CRO) L 2-4    | Gick inte vidare     | Gick inte vidare     | Gick inte vidare     | Gick inte vidare |
| Tatyana Kostromina Viktoria Pavlovich | Damdubbel  | BYE                  | BYE                  | Stefanova/Monfardini (ITA) L 2-4 | Gick inte vidare     | Gick inte vidare     | Gick inte vidare     | Gick inte vidare     | Gick inte vidare |
| Tatyana Logatzkaya Veronika Pavlovich | Damdubbel  | BYE                  | BYE                  | Huang/Lu (TPE) L 3-4             | Gick inte vidare     | Gick inte vidare     | Gick inte vidare     | Gick inte vidare     | Gick inte vidare |
| Vladimir Samsonov                     | Herrsingel | BYE                  | BYE                  | Błaszczyk (POL) W 4-2            | Leung (HKG) L 3-4    | Gick inte vidare     | Gick inte vidare     | Gick inte vidare     | Gick inte vidare |

## Boxning
| Idrottare           | Gren          | Sextondelsfinaler       | Åttondelsfinaler        | Kvartsfinaler        | Semifinaler                   | Final                | Final            |
| Idrottare           | Gren          | Motståndare Resultat    | Motståndare Resultat    | Motståndare Resultat | Motståndare Resultat          | Motståndare Resultat | Placering        |
| ------------------- | ------------- | ----------------------- | ----------------------- | -------------------- | ----------------------------- | -------------------- | ---------------- |
| Bato-Munko Vankeev  | Flugvikt      | Payano (DOM) L 18-26    | Gick inte vidare        | Gick inte vidare     | Gick inte vidare              | Gick inte vidare     | Gick inte vidare |
| Khavazhi Khatsigov  | Bantamvikt    | López (PUR) W 27-19     | Petchkoom (THA) L 18-33 | Gick inte vidare     | Gick inte vidare              | Gick inte vidare     | Gick inte vidare |
| Mikhail Biarnadski  | Fjädervikt    | Ramos (COL) W 32-18     | Simion (ROU) L 13-38    | Gick inte vidare     | Gick inte vidare              | Gick inte vidare     | Gick inte vidare |
| Magomed Aripgadjiev | Lätt tungvikt | Reducindo (MEX) W 29-10 | Muñoz (VEN) W 18-10     | Lei (CHN) W 27-18    | Ismail El Shamy (EGY) W 23-20 | Ward (USA) L 13-20   | 2                |
| Viktar Zuyev        | Tungvikt      | i.u.                    | Betti (ITA) W RSC       | Vargas (USA) W 36-27 | Elsayed (EGY) W WO            | Solís (CUB) L 13-22  | 2                |
| Magomed Aripgadjiev | Supertungvikt | i.u.                    | Masikin (UKR) L 5-23    | Gick inte vidare     | Gick inte vidare              | Gick inte vidare     | Gick inte vidare |

## Brottning
Herrarnas fristil
| Idrottare          | Gren   | Första omgången                                                         | Avancemang | Kvartsfinaler        | Semifinaler          | Final                                    |                  |
| Idrottare          | Gren   | Motståndare Resultat                                                    | Avancemang | Motståndare Resultat | Motståndare Resultat | Motståndare Resultat                     |                  |
| ------------------ | ------ | ----------------------------------------------------------------------- | ---------- | -------------------- | -------------------- | ---------------------------------------- | ---------------- |
| Herman Kantoyeu    | 55 kg  | Pool 5 Zakharuk (UKR) L 3-4 Orazgaliyev (KAZ) W 4-1                     | 2          | Gick inte vidare     | Gick inte vidare     | Gick inte vidare                         | Gick inte vidare |
| Murad Gajdarov     | 74 kg  | Pool 5 Abdo (AUS) W 10-0 Rinella (ITA) W 4-2                            | 1 Q        | Saitiev (RUS) L 2-3  | Did not advance      | Match om femte plats Williams (USA) L EV | 6                |
| Siarhei Borchanka  | 84 kg  | Pool 2 Kurugliyev (KAZ) L 1-2 Sanderson (USA) L 1-9                     | 2          | Gick inte vidare     | Gick inte vidare     | Gick inte vidare                         | Gick inte vidare |
| Aleksandr Shemarov | 96 kg  | Pool 6 Çakıroğlu (TUR) W 3-1 Enkhtuyaa (MGL) W 5-0                      | 1 Q        | Gatsalov (RUS) L 0-3 | Gick inte vidare     | Gick inte vidare                         | 7                |
| Barys Hrynkevich   | 120 kg | Pool 6 Ösökhbayar (MGL) L 0-6 Boyadzhiev (BUL) L 1-5 Rezaei (IRI) L 0-7 | 4          | Gick inte vidare     | Gick inte vidare     | Gick inte vidare                         | Gick inte vidare |

Damernas fristil
| Volha Khilko | 63 kg | Pool 2 Legrand (FRA) L 1-7 Ivanova (TJK) W 4-1 | 2 | 5-6 klassificering Kartashova (RUS) W 4-1 | Match om femte plats Yanik (CAN) L 2-5 | 6 |

Grekisk-romersk
| Idrottare            | Gren   | Första omgången                                   | Avancemang | Kvartsfinaler          | Semifinaler          | Final                            |                  |
| Idrottare            | Gren   | Motståndare Resultat                              | Avancemang | Motståndare Resultat   | Motståndare Resultat | Motståndare Resultat             |                  |
| -------------------- | ------ | ------------------------------------------------- | ---------- | ---------------------- | -------------------- | -------------------------------- | ---------------- |
| Aliaksandr Kikiniou  | 74 kg  | Pool 3 Sai (CHN) L 3-5 Bucher (SUI) L 2-3         | 3          | Gick inte vidare       | Gick inte vidare     | Gick inte vidare                 | Gick inte vidare |
| Vjatjaslaŭ Makaranka | 84 kg  | Pool 1 Geghamyan (ARM) W 3-0 Minguzzi (ITA) W 3-0 | 1 Q        | Abdelfatah (EGY) W 2-0 | Mishin (RUS) L 0-6   | Bronsmatch Yerlikaya (TUR) W 2-1 | 3                |
| Sergej Lisjtvan      | 96 kg  | Pool 1 Koguashvili (RUS) L 0-5 Lidberg (SWE) W PA | 2          | Gick inte vidare       | Gick inte vidare     | Gick inte vidare                 | Gick inte vidare |
| Andrei Chekhauskoi   | 120 kg | Pool 1 Vála (CZE) L 0-3 Baroyev (RUS) L 0-3       | 3          | Gick inte vidare       | Gick inte vidare     | Gick inte vidare                 | Gick inte vidare |

## Bågskytte
Herrar
| Anton Prylepau | Individuellt | 638 | 45 | Fairweather (AUS) W 141-137 | Peljor (BHU) W 155-152 | Park K-m (KOR) L 166-173 | Gick inte vidare | Gick inte vidare | Gick inte vidare | Gick inte vidare | Gick inte vidare | Gick inte vidare | Gick inte vidare | Gick inte vidare | Gick inte vidare | Gick inte vidare | Gick inte vidare | Gick inte vidare | Gick inte vidare | Gick inte vidare | Gick inte vidare | Gick inte vidare | Gick inte vidare | Gick inte vidare | Gick inte vidare | Gick inte vidare | Gick inte vidare | Gick inte vidare | Gick inte vidare | Gick inte vidare | Gick inte vidare | Gick inte vidare | Gick inte vidare | Gick inte vidare | Gick inte vidare | Gick inte vidare | Gick inte vidare | Gick inte vidare | Gick inte vidare | Gick inte vidare | Gick inte vidare | Gick inte vidare | Gick inte vidare | Gick inte vidare | Gick inte vidare | Gick inte vidare | Gick inte vidare | Gick inte vidare | Gick inte vidare | Gick inte vidare | Gick inte vidare | Gick inte vidare | Gick inte vidare | Gick inte vidare | Gick inte vidare | Gick inte vidare | Gick inte vidare | Gick inte vidare | Gick inte vidare | Gick inte vidare |

Damer
| Idrottare       | Gren         | Rankningsomgång | Rankningsomgång | 32-delsfinaler       | Sextondelsfinaler    | Åttondelsfinaler     | Kvartsfinaler        | Semifinaler          | Final                | Final            |                  |
| Idrottare       | Gren         | Poäng           | Seed            | Motståndare Resultat | Motståndare Resultat | Motståndare Resultat | Motståndare Resultat | Motståndare Resultat | Motståndare Resultat | Placering        |                  |
| --------------- | ------------ | --------------- | --------------- | -------------------- | -------------------- | -------------------- | -------------------- | -------------------- | -------------------- | ---------------- | ---------------- |
| Hanna Karasiova | Individuellt | 588             | 62              | Yun (KOR) L 155-162  | Gick inte vidare     | Gick inte vidare     | Gick inte vidare     | Gick inte vidare     | Gick inte vidare     | Gick inte vidare | Gick inte vidare |

## Cykling

### Landsväg
Herrar
| Idrottare           | Gren                | Tid              | Placering        |
| ------------------- | ------------------- | ---------------- | ---------------- |
| Aljaksandr Usaŭ     | Herrarnas linjelopp | Gick inte vidare | Gick inte vidare |
| Olha Hajeva         | Damernas linjelopp  | 3:33:35          | 45               |
| Zinaida Stahurskaja | Damernas linjelopp  | 3:25:42          | 19               |

### Bana
Tempolopp
| Cyklist              | Gren               | Kval     | Kval      | Matchomgång | Matchomgång | Final    | Final     |
| Cyklist              | Gren               | Resultat | Placering | Resultat    | Placering   | Resultat | Placering |
| -------------------- | ------------------ | -------- | --------- | ----------- | ----------- | -------- | --------- |
| Natallja Tsylinskaja | Damernas tempolopp | i.u.     | i.u.      | i.u.        | i.u.        | 34.167   | 3         |

Sprint
| Idrottare            | Gren            | Kval                 | Kval                  | Första omgången                  | Återkval                         | Kvartsfinaler                    | Semifinaler                                              | Final                            | Final     |
| Idrottare            | Gren            | Tid Hastighet (km/h) | Placering             | Motståndare Tid Hastighet (km/h) | Motståndare Tid Hastighet (km/h) | Motståndare Tid Hastighet (km/h) | Motståndare Tid Hastighet (km/h)                         | Motståndare Tid Hastighet (km/h) | Placering |
| -------------------- | --------------- | -------------------- | --------------------- | -------------------------------- | -------------------------------- | -------------------------------- | -------------------------------------------------------- | -------------------------------- | --------- |
| Natallja Tsylinskaja | Damernas sprint | 11.364 63.357 km/h 2 | Meinke (GER) W 11.846 | BYE                              | Grankovskaja (RUS) L 0–2         | Gick inte vidare                 | 5-8 plats Meinke (GER) Krupeckaitė (LTU) Larreal (VEN) 1 | 5                                |           |

Poänglopp
| Jaŭhen Sobal | Herrarnas poänglopp | i.u. | i.u. | i.u. | i.u. | 24 poäng 1 Extra varv | 12 |

Förföljelse
| Idrottare       | Gren                  | Kval     | Kval      | Första omgången  | Första omgången  | Final            | Final            |
| Idrottare       | Gren                  | Tid      | Placering | Motståndare Tid  | Placering        | Motståndare Tid  | Placering        |
| --------------- | --------------------- | -------- | --------- | ---------------- | ---------------- | ---------------- | ---------------- |
| Vasil Kiryjenka | Herrarnas förföljelse | 4:29.005 | 13        | Gick inte vidare | Gick inte vidare | Gick inte vidare | Gick inte vidare |

## Friidrott
Herrar
Bana, maraton och gång
| Azat Rakipov      | Maraton           | DNF     | DNF |
| Yevgeniy Misyulya | 20 kilometer gång | 1:25:10 | 19  |
| Andrei Talashko   | 20 kilometer gång | 1:29:36 | 35  |
| Ivan Trotski      | 20 kilometer gång | 1:25:53 | 23  |
| Andrey Stepanchuk | 50 kilometer gång | 3:59:32 | 19  |

Fältgrenar och tiokamp
| Idrottare             | Gren           | Kval                   | Kval                   | Final                  | Final                  |
| Idrottare             | Gren           | Resultat               | Placering              | Resultat               | Placering              |
| --------------------- | -------------- | ---------------------- | ---------------------- | ---------------------- | ---------------------- |
| Aleksandr Glavatskiy  | Tresteg        | 16.18                  | 34                     | Gick inte vidare       | Gick inte vidare       |
| Dmitrij Vaľukevič     | Tresteg        | 16.32                  | 30                     | Gick inte vidare       | Gick inte vidare       |
| Aleksey Lesnichiy     | Höjdhopp       | Diskvalificerad, dopad | Diskvalificerad, dopad | Diskvalificerad, dopad | Diskvalificerad, dopad |
| Henadz Maroz          | Höjdhopp       | 2.25                   | =13                    | Gick inte vidare       | Gick inte vidare       |
| Yury Bialou           | Kulstötning    | 20.06                  | 11 q                   | 20.34                  | 6                      |
| Pavel Lyzhyn          | Kulstötning    | 19.60                  | 17                     | Gick inte vidare       | Gick inte vidare       |
| Andrei Mikhnevich     | Kulstötning    | 20.11                  | 9 q                    | 20.60                  | 5                      |
| Leonid Cherevko       | Diskuskastning | 57.89                  | 27                     | Gick inte vidare       | Gick inte vidare       |
| Vasiliy Kaptyukh      | Diskuskastning | 63.04                  | 8 q                    | 65.10                  | 4                      |
| Aleksandr Malashevich | Diskuskastning | 58.45                  | 23                     | Gick inte vidare       | Gick inte vidare       |
| Igor Astapkovich      | Släggkastning  | 76.88                  | 7 q                    | 76.22                  | 9                      |
| Vadzim Dzevjatoŭski   | Släggkastning  | 76.72                  | 10 q                   | 78.82                  | 4                      |
| Ivan Tsikhan          | Släggkastning  | 80.78                  | 1 Q                    | 79.81                  | 2                      |

Herrar
Kombinerade grenar - Tiokamp
| Friidrottare          | Gren     | 100 m | LJ   | SP    | HJ   | 400 m | 110H  | DT    | PV   | JT    | 1500 m  | Final | Placering |
| --------------------- | -------- | ----- | ---- | ----- | ---- | ----- | ----- | ----- | ---- | ----- | ------- | ----- | --------- |
| Aleksandr Parkhomenko | Resultat | 11.14 | 6.61 | 15.69 | 2.03 | 51.04 | 14.88 | 41.90 | 4.80 | 65.82 | 4:37.94 | 7918  | 20        |
| Aleksandr Parkhomenko | Poäng    | 830   | 723  | 832   | 831  | 767   | 864   | 703   | 849  | 826   | 693     | 7918  | 20        |

Damer
Bana, maraton och gång
| Idrottare                                                                     | Gren              | Heat     | Heat      | Kvartsfinal | Kvartsfinal | Semifinal        | Semifinal        | Final            | Final            |
| Idrottare                                                                     | Gren              | Resultat | Placering | Resultat    | Placering   | Resultat         | Placering        | Resultat         | Placering        |
| ----------------------------------------------------------------------------- | ----------------- | -------- | --------- | ----------- | ----------- | ---------------- | ---------------- | ---------------- | ---------------- |
| Julija Nestsjarenka                                                           | 100 meter         | 10.94 NR | 1 Q       | 10.99       | 1 Q         | 10.92 NR         | 1 Q              | 10.93            | 1                |
| Natallia Safronnikava                                                         | 200 meter         | 23.28    | 4 Q       | 23.63       | 8           | Gick inte vidare | Gick inte vidare | Gick inte vidare | Gick inte vidare |
| Svetlana Usovitj                                                              | 400 meter         | 51.37    | 2 Q       | i.u.        | i.u.        | 51.42            | 6                | Gick inte vidare | Gick inte vidare |
| Volha Krautsova                                                               | 5 000 meter       | 15:44.01 | 13        | i.u.        | i.u.        | i.u.             | i.u.             | Gick inte vidare | Gick inte vidare |
| Oksana Dragun Alena Nevmerzjitskaja Natallia Safronnikava Julija Nestsjarenka | 4 x 100 meter     | 43.06    | 5 q       | i.u.        | i.u.        | i.u.             | i.u.             | 42.94 NR         | 5                |
| Natallja Salahub Iryna Chliustava Ilona Usovitj Svetlana Usovitj              | 4 x 400 meter     | 3:27.36  | 6         | i.u.        | i.u.        | i.u.             | i.u.             | Gick inte vidare | Gick inte vidare |
| Elena Ginko                                                                   | 20 kilometer gång | i.u.     | i.u.      | i.u.        | i.u.        | i.u.             | i.u.             | 1:30:22          | 9                |
| Valentina Tsybulskaya                                                         | 20 kilometer gång | i.u.     | i.u.      | i.u.        | i.u.        | i.u.             | i.u.             | 1:31:49          | 15               |
| Ryta Turava                                                                   | 20 kilometer gång | i.u.     | i.u.      | i.u.        | i.u.        | i.u.             | i.u.             | 1:29:39          | 4                |

Fältgrenar och sjukamp
| Idrottare           | Gren           | Kval     | Kval      | Final            | Final            |
| Idrottare           | Gren           | Resultat | Placering | Resultat         | Placering        |
| ------------------- | -------------- | -------- | --------- | ---------------- | ---------------- |
| Natallia Safronava  | Tresteg        | 14.52    | 15 Q      | 14.22            | 13               |
| Natallia Kharaneka  | Kulstötning    | 18.52    | 8 Q       | 18.96            | 5                |
| Nadzeya Ostapchuk   | Kulstötning    | 19.69    | 1 Q       | 19.01            | 4                |
| Iryna Jattjanka     | Diskuskastning | 63.04    | 7Q        | 66.17            | 3                |
| Ellina Zvereva      | Diskuskastning | 60.63    | 15        | Gick inte vidare | Gick inte vidare |
| Maryia Smaliachkova | Släggkastning  | 65.68    | 25        | Gick inte vidare | Gick inte vidare |
| Sviatlana Sudak     | Släggkastning  | 64.42    | 31        | Gick inte vidare | Gick inte vidare |
| Volha Tsander       | Släggkastning  | 69.94    | 9 Q       | 72.27            | 6                |
| Natallia Shymchuk   | Spjutkastning  | 51.23    | 41        | Gick inte vidare | Gick inte vidare |

Kombinerade grenar – Sjukamp
| Idrottare           | Gren     | 100H  | HJ   | SP  | 200 m | LJ | JT | 800 m | Final | Placering |
| ------------------- | -------- | ----- | ---- | --- | ----- | -- | -- | ----- | ----- | --------- |
| Natallia Sazanovich | Resultat | 13.73 | 1.73 | DNS | –     | –  | –  | –     | DNF   | DNF       |
| Natallia Sazanovich | Poäng    | 1017  | 891  | 0   | –     | –  | –  | –     | DNF   | DNF       |

## Fäktning
Herrar
| Dmitry Lapkes | Sabel | BYE | Chen (CHN) W 15-9 | Kaliuzhniy (UKR) W 15-9 | Pozdnyakov (RUS) W 15-9 | Montano (ITA) L 6-15 | Bronsmatch Tretiak (UKR) L 11-15 | 4 |

Damer
| Vita Silchenko | Florett | BYE | Wuillème (FRA) L 4-15 | Gick inte vidare | Gick inte vidare | Gick inte vidare | Gick inte vidare | Gick inte vidare |

## Gymnastik

### Artistisk
Herrar
Mångkamp, ind.
| Idrottare      | Kval    | Kval    | Kval    | Kval    | Kval    | Kval    | Kval   | Kval      | Final            | Final            | Final            | Final            | Final            | Final            | Final            | Final            |
| Idrottare      | Redskap | Redskap | Redskap | Redskap | Redskap | Redskap | Totalt | Placering | Redskap          | Redskap          | Redskap          | Redskap          | Redskap          | Redskap          | Totalt           | Placering        |
| Idrottare      | F       | PH      | R       | V       | PB      | HB      | Totalt | Placering | F                | PH               | R                | V                | PB               | HB               | Totalt           | Placering        |
| -------------- | ------- | ------- | ------- | ------- | ------- | ------- | ------ | --------- | ---------------- | ---------------- | ---------------- | ---------------- | ---------------- | ---------------- | ---------------- | ---------------- |
| Ivan Ivankov   | i.u.    | 9.675   | 9.700   | i.u.    | 9.762 Q | 9.700   | i.u.   | i.u.      | Gick inte vidare | Gick inte vidare | Gick inte vidare | Gick inte vidare | Gick inte vidare | Gick inte vidare | Gick inte vidare | Gick inte vidare |
| Denis Savenkov | 9.512   | 8.800   | 9.637   | 9.500   | 8.875   | 7.300   | 53.624 | 42        | Gick inte vidare | Gick inte vidare | Gick inte vidare | Gick inte vidare | Gick inte vidare | Gick inte vidare | Gick inte vidare | Gick inte vidare |

Individuella finaler
| Gymnast      | Redskap | Poäng | Placering |
| ------------ | ------- | ----- | --------- |
| Ivan Ivankov | Barr    | 9.762 | 4         |

Damer
Mångkamp, ind.
| Idrottare       | Kval    | Kval    | Kval    | Kval    | Kval   | Kval      | Final            | Final            | Final            | Final            | Final            | Final            |
| Idrottare       | Redskap | Redskap | Redskap | Redskap | Totalt | Placering | Redskap          | Redskap          | Redskap          | Redskap          | Totalt           | Placering        |
| Idrottare       | V       | UB      | BB      | F       | Totalt | Placering | V                | UB               | BB               | F                | Totalt           | Placering        |
| --------------- | ------- | ------- | ------- | ------- | ------ | --------- | ---------------- | ---------------- | ---------------- | ---------------- | ---------------- | ---------------- |
| Yulia Tarasenka | 8.987   | 7.925   | 7.837   | 8.537   | 33.286 | 59        | Gick inte vidare | Gick inte vidare | Gick inte vidare | Gick inte vidare | Gick inte vidare | Gick inte vidare |

### Rytmisk
| Idrottare         | Gren         | Kval     | Kval   | Kval   | Kval   | Kval   | Kval      | Final    | Final  | Final  | Final  | Final   | Final     |
| Idrottare         | Gren         | Tunnband | Boll   | Käglor | Band   | Totalt | Placering | Tunnband | Boll   | Käglor | Band   | Totalt  | Placering |
| ----------------- | ------------ | -------- | ------ | ------ | ------ | ------ | --------- | -------- | ------ | ------ | ------ | ------- | --------- |
| Svetlana Rudalova | Individuellt | 23.925   | 24.600 | 24.350 | 23.050 | 95.925 | 10 Q      | 24.700   | 25.000 | 24.125 | 23.450 | 97.275  | 10        |
| Inna Zjukova      | Individuellt | 24.575   | 24.200 | 25.100 | 24.700 | 98.575 | 8 Q       | 25.000   | 25.300 | 25.200 | 25.075 | 100.575 | 7         |

| Gymnaster                                                                                                   | Gren   | Kval                | Kval    | Kval   | Kval      | Final               | Final   | Final  | Final     |
| Gymnaster                                                                                                   | Gren   | Redskap             | Redskap | Totalt | Placering | Redskap             | Redskap | Totalt | Placering |
| Gymnaster                                                                                                   | 5 band | 3 tunnband 2 bollar | 5 band  | Totalt | Placering | 3 tunnband 2 bollar |         | Totalt | Placering |
| --- | ------ | ------------------- | ------- | ------ | --------- | ------------------- | ------- | ------ | --------- |
| Nataliya Aleksandrova Yenia Burlo Glafira Martinovich Zlatislava Nersesyan Galina Nikandrova Mariya Poplyko | Trupp  | 23.200              | 22.500  | 45.700 | 6 Q       | 23.500              | 24.500  | 48.000 | 4         |

### Trampolin
| Tatiana Petrenia  | Damer  | 27.60 | 5.30  | 32.90 | 16  | Gick inte vidare | Gick inte vidare |
| Nikolai Kazak     | Herrar | 28.00 | 24.80 | 52.80 | 14  | Gick inte vidare | Gick inte vidare |
| Dmitri Poliaroush | Herrar | 27.50 | 40.30 | 67.80 | 5 Q | 40.20            | 4                |

## Judo
Herrar
| Idrottare          | Gren                     | Sextondelsfinal              | Åttondelsfinal            | Kvartsfinal                 | Semifinal                       | Återkval                                                            | Final                        | Final            |
| Idrottare          | Gren                     | Motståndare Resultat         | Motståndare Resultat      | Motståndare Resultat        | Motståndare Resultat            | Motståndare Resultat                                                | Motståndare Resultat         | Placering        |
| ------------------ | ------------------------ | ---------------------------- | ------------------------- | --------------------------- | ------------------------------- | ------------------------------------------------------------------- | ---------------------------- | ---------------- |
| Siarhei Novikau    | Extra lättvikt (-60 kg)  | Gussenberg (GER) L 0100-1010 | Gick inte vidare          | Gick inte vidare            | Gick inte vidare                | Gick inte vidare                                                    | Gick inte vidare             | Gick inte vidare |
| Anatoly Laryukov   | Lättvikt (-73 kg)        | Lee (KOR) L 0011-0021        | Gick inte vidare          | Gick inte vidare            | Gick inte vidare                | Omgång 1 Pedro (USA) L 0000-0001                                    | Gick inte vidare             | Gick inte vidare |
| Siarhei Shundzikau | Halv mellanvikt (-81 kg) | Sayidov (UZB) W 1111-0011    | Azizov (AZE) L 0001-0010  | Gick inte vidare            | Gick inte vidare                | Gick inte vidare                                                    | Gick inte vidare             | Gick inte vidare |
| Siarhei Kukharenka | Mellanvikt (-90 kg)      | Izumi (JPN) L 0000-1000      | Gick inte vidare          | Gick inte vidare            | Gick inte vidare                | Omgång 1 Iliadis (GRE) W 1021-0000 Omgång 2 Costa (ARG) L 0100-1000 | Gick inte vidare             | Gick inte vidare |
| Ihar Makarau       | Halv tungvikt (-100 kg)  | Zjitkejev (KAZ) W 1010-0010  | Peltola (FIN) W 0200-0000 | Jikurauli (GEO) W 0011-0001 | van der Geest (NED) W 0011-0001 | i.u.                                                                | Final Jang (KOR) W 0101-0020 | 1                |
| Yury Rybak         | Tungvikt (+100 kg)       | Baccino (ARG) W 1001-0000    | Pan (CHN) W 0210-0000     | Suzuki (JPN) L 0010-1011    | Gick inte vidare                | Omgång 2 Tölzer (GER) L 0000-1000                                   | Gick inte vidare             | Gick inte vidare |

Damer
| Idrottare        | Gren                    | Sextondelsfinal      | Åttondelsfinal             | Kvartsfinal          | Semifinal            | Återkval                                                             | Final                | Final            |
| Idrottare        | Gren                    | Motståndare Resultat | Motståndare Resultat       | Motståndare Resultat | Motståndare Resultat | Motståndare Resultat                                                 | Motståndare Resultat | Placering        |
| ---------------- | ----------------------- | -------------------- | -------------------------- | -------------------- | -------------------- | -------------------------------------------------------------------- | -------------------- | ---------------- |
| Tatiana Moskvina | Extra lättvikt (-48 kg) | BYE                  | Jossinet (FRA) L 0000-1000 | Gick inte vidare     | Gick inte vidare     | Omgång 1 Chervonsky (AUS) W 1000-0000 Omgång 2 Gao (CHN) L 0000-0200 | Gick inte vidare     | Gick inte vidare |

## Kanotsport
Sprint
| Kanotist                                                              | Gren                 | Heat     | Heat      | Semifinal | Semifinal | Final            | Final            |
| Kanotist                                                              | Gren                 | Tid      | Placering | Tid       | Placering | Tid              | Placering        |
| --------------------------------------------------------------------- | -------------------- | -------- | --------- | --------- | --------- | ---------------- | ---------------- |
| Aliaksandr Zjukouski                                                  | Herrarnas C-1 500 m  | 1:50.378 | 4 QS      | 1:50.563  | 1 Q       | 1:47.903         | 4                |
| Aliaksandr Zjukouski                                                  | Herrarnas C-1 1000 m | 4:02.159 | 5 QS      | 3:55.456  | 4         | Gick inte vidare | Gick inte vidare |
| Aliaksandr Kurliandtjyk Aliaksandr Bahdanovitj                        | Herrarnas C-2 500 m  | 1:41.576 | 5 QS      | 1:42.484  | 3 Q       | 1:40.858         | 6                |
| Aliaksandr Kurliandtjyk Aliaksandr Bahdanovitj                        | Herrarnas C-2 1000 m | 3:38.391 | 7 QS      | 3:33.588  | 4         | Gick inte vidare | Gick inte vidare |
| Raman Piatrusjenka Vadzim Machneu                                     | Herrarnas K-2 500 m  | 1:28.295 | 1 QF      | BYE       | BYE       | 1:27.996         | 3                |
| Raman Piatrusjenka Aliaksei Abalmasau Dziamjan Turtjyn Vadzim Machneu | Herrarnas K-4 1000 m | 2:52.170 | 2 QF      | BYE       | BYE       | 3:02.419         | 6                |
| Ganna Pusjkova Jelena Bet                                             | Damernas K-2 500 m   | 1:45.279 | 6 QS      | 1:45.234  | 3 Q       | 1:43.729         | 9                |

## Konstsim
| Idrottare                               | Gren           | Teknisk rutin | Teknisk rutin | Fri rutin (inledande) | Fri rutin (inledande)  | Fri rutin (inledande) | Fri rutin (final) | Fri rutin (final)      | Fri rutin (final) |
| Idrottare                               | Gren           | Poäng         | Placering     | Poäng                 | Totalt (teknisk + fri) | Placering             | Placering         | Totalt (teknisk + fri) | Placering         |
| --------------------------------------- | -------------- | ------------- | ------------- | --------------------- | ---------------------- | --------------------- | ----------------- | ---------------------- | ----------------- |
| Chrystsina Markovitj Nastassia Vlasenka | Damernas duett | 42.250        | 45.584        | 84.834                | 19                     | Gick inte vidare      | Gick inte vidare  | Gick inte vidare       |                   |

## Modern femkamp
| Idrottare         | Gren                 | Skytte   | Skytte | Fäktning | Fäktning | Simning  | Simning | Ridning | Ridning | Löpning  | Löpning | Totalpoäng | Placering |
| Idrottare         | Gren                 | Resultat | Poäng  | Resultat | Poäng    | Resultat | Poäng   | Straff  | Poäng   | Resultat | Poäng   | Totalpoäng | Placering |
| ----------------- | -------------------- | -------- | ------ | -------- | -------- | -------- | ------- | ------- | ------- | -------- | ------- | ---------- | --------- |
| Herrarnas tävling | Dzmitry Meliakh      | 186      | 1168   | 11-20    | 692      | 2:02.63  | 1332    | 56      | 1144    | 9:59.45  | 1004    | 5340       | 5         |
| Damernas tävling  | Galina Bashlakova    | 156      | 808    | 14-17    | 776      | 2:26.02  | 1168    | 28      | 1172    | 11:15.25 | 1020    | 4944       | 21        |
| Damernas tävling  | Tatsiana Mazurkevich | 184      | 1144   | 13-18    | 748      | 2:27.64  | 1152    | 80      | 1120    | 11:06.21 | 1056    | 5220       | 9         |

## Ridsport

### Dressyr
| Idrottare | Häst     | Gren                | Grand Prix | Grand Prix | Grand Prix Special | Grand Prix Special | Grand Prix Fristil | Grand Prix Fristil | Totalt           | Totalt           |
| Idrottare | Häst     | Gren                | Poäng      | Placering  | Poäng              | Placering          | Poäng              | Placering          | Poäng            | Placering        |
| --------- | -------- | ------------------- | ---------- | ---------- | ------------------ | ------------------ | ------------------ | ------------------ | ---------------- | ---------------- |
| Iryna Lis | Problesk | Individuell dressyr | 67,083     | 27 Q       | 66,522             | 24                 | Gick inte vidare   | Gick inte vidare   | Gick inte vidare | Gick inte vidare |

## Rodd
Herrar
| Idrottare                                                                 | Gren        | Heat    | Heat      | Återkval | Återkval  | Semifinal | Semifinal | Final   | Final     | Final |
| Idrottare                                                                 | Gren        | Tid     | Placering | Tid      | Placering | Tid       | Placering | Tid     | Placering |       |
| ------------------------------------------------------------------------- | ----------- | ------- | --------- | -------- | --------- | --------- | --------- | ------- | --------- | ----- |
| Andrei Pliasjkou Valerij Radzevitj Stanislau Sjtjarbatjenia Pavel Sjurmei | Scullerfyra | 5:46,80 | 3 SA/B    | BYE      | BYE       | 5:44,70   | 3 FA      | 6:09,33 | 6         |       |

Damer
| Idrottare                                                   | Gren              | Heat    | Heat      | Återkval | Återkval  | Semifinal | Semifinal | Final   | Final     | Final |
| Idrottare                                                   | Gren              | Tid     | Placering | Tid      | Placering | Tid       | Placering | Tid     | Placering |       |
| ----------------------------------------------------------- | ----------------- | ------- | --------- | -------- | --------- | --------- | --------- | ------- | --------- | ----- |
| Ekaterina Karsten                                           | Singelsculler     | 7:45,22 | 1 SA/B    | BYE      | BYE       | 7:31,91   | 1 FA      | 7:22,04 | 2         |       |
| Julija Bitjyk Natallia Helach                               | Tvåa utan styrman | 7:27,73 | 1 FA      | BYE      | BYE       | i.u.      | i.u.      | 7:09,36 | 3         |       |
| Volha Berazniova Marjia Brel Tatsiana Narelyk Marjia Varona | Scullerfyra       | 6:20,72 | 3 R       | 6:29,04  | 6 FB      | i.u.      | i.u.      | 6:54,02 | 8         |       |

## Segling
Damer
| Seglare              | Gren        | Lopp | Lopp | Lopp | Lopp | Lopp | Lopp | Lopp | Lopp | Lopp | Lopp | Lopp | Summerad poäng | Finalplacering |
| Seglare              | Gren        | 1    | 2    | 3    | 4    | 5    | 6    | 7    | 8    | 9    | 10   | M*   | Summerad poäng | Finalplacering |
| -------------------- | ----------- | ---- | ---- | ---- | ---- | ---- | ---- | ---- | ---- | ---- | ---- | ---- | -------------- | -------------- |
| Tatiana Drozdovskaya | Europajolle | 22   | 19   | 19   | OCS  | 21   | 5    | 7    | 7    | 20   | 17   | 15   | 152            | 20             |

M = Medaljlopp; EL = Eliminerad – gick inte vidare till medaljloppet;

## Simhopp
Herrar
| Idrottare           | Gren | Kval   | Kval      | Semifinal        | Semifinal        | Final            | Final            |
| Idrottare           | Gren | Poäng  | Placering | Poäng            | Placering        | Poäng            | Placering        |
| ------------------- | ---- | ------ | --------- | ---------------- | ---------------- | ---------------- | ---------------- |
| Sergei Kutjmasov    | 3 m  | 377,61 | 25        | Gick inte vidare | Gick inte vidare | Gick inte vidare | Gick inte vidare |
| Aliaksandr Varlamau | 3 m  | 357,09 | 30        | Gick inte vidare | Gick inte vidare | Gick inte vidare | Gick inte vidare |
| Andrei Mamontov     | 10 m | 338,55 | 30        | Gick inte vidare | Gick inte vidare | Gick inte vidare | Gick inte vidare |
| Aliaksandr Varlamau | 10 m | 361,41 | 27        | Gick inte vidare | Gick inte vidare | Gick inte vidare | Gick inte vidare |

## Tennis
| Spelare                       | Gren       | Omgång 1                         | Omgång 2                       | Åttondelsfinaler                   | Kvartsfinaler     | Semifinaler       | Final / BM        | Final / BM       |
| Spelare                       | Gren       | Motståndare Poäng                | Motståndare Poäng              | Motståndare Poäng                  | Motståndare Poäng | Motståndare Poäng | Motståndare Poäng | Placering        |
| ----------------------------- | ---------- | -------------------------------- | ------------------------------ | ---------------------------------- | ----------------- | ----------------- | ----------------- | ---------------- |
| Max Mirnji                    | Herrsingel | Chela (ARG) W 3–6, 7–6(7–0), 6–4 | Nieminen (FIN) W 6–3, 6–4      | Fish (USA) L 3–6, 6–4, 1–6         | Gick inte vidare  | Gick inte vidare  | Gick inte vidare  | Gick inte vidare |
| Vladimir Volttjkov            | Herrsingel | Kiefer (GER) L 2–6, 4–6          | Gick inte vidare               | Gick inte vidare                   | Gick inte vidare  | Gick inte vidare  | Gick inte vidare  | Gick inte vidare |
| Max Mirnji Vladimir Volttjkov | Herrdubbel | i.u.                             | Arazi / El Aynaoui (MAR) W RET | B Bryan / M Bryan (USA) L 3–6, 3–6 | Gick inte vidare  | Gick inte vidare  | Gick inte vidare  | Gick inte vidare |